# Goran Stawrewski
Goran Stawrewski (mac.: Горан Ставревски; ur. 2 stycznia 1974 w Poeszewie) – macedoński piłkarz występujący na pozycji obrońcy.

## Kariera klubowa
Stawrewski karierę rozpoczynał w 1992 roku w pierwszoligowym zespole FK Pelister. Występował tam do 1998 roku, po czym przeniósł się do chorwackiego klubu NK Zagreb. W sezonie 2001/2002 zdobył z nim mistrzostwo Chorwacji. Graczem NK Zagreb był przez 5 sezonów, a w 2003 roku odszedł stamtąd do tureckiego Diyarbakırsporu. W Süper Lig zadebiutował 9 sierpnia 2003 w przegranym 1:2 meczu z Galatasaray SK. 13 lutego 2005 w wygranym 1:0 spotkaniu z Akçaabatem Sebatspor zdobył swoją jedyną bramkę w Süper Lig. W sezonie 2005/2006 wraz z zespołem spadł do 1. Lig i jako zawodnik Diyarbakırsporu występował tam przez jeden sezon.
W 2007 roku Stawrewski wrócił do Pelisteru, z którym w sezonie 2007/2008 zajął 3. miejsce w pierwszej lidze. W 2008 roku odszedł do klubu FK Novaci, w którego barwach w 2009 roku zakończył karierę.

## Kariera reprezentacyjna
W reprezentacji Macedonii Stawrewski zadebiutował 6 września 1998 w wygranym 4:0 meczu eliminacji Mistrzostw Europy 2000 z Maltą, a 9 października 1999 w zremisowanym 1:1 pojedynku tych samych eliminacji z Irlandią strzelił swojego pierwszego gola w kadrze. W latach 1998–2005 w drużynie narodowej rozegrał 40 spotkań i zdobył 2 bramki.